# Liste spanischer Exonyme für deutsche Toponyme
In dieser Liste werden für deutsche Toponyme (d. h. Namen von Städten, Landschaften, Flüssen, Gebirgen usw. des deutschsprachigen Raumes) die spanischen Entsprechungen (Exonyme) angegeben.
Hinweise:
- Namen von Regionen, die mit Ober-, Nieder- beziehungsweise Mittel- beginnen, werden mit Alto/Alta, Bajo/Baja (jeweils vorangestellt) und Central (nachgestellt) übersetzt und sind nicht einzeln aufgeführt. (Bsp.: Alto Palatinado, Baja Lusacia, Franconia Central)
- Alle Ortsnamen auf -burg werden auf Spanisch zu -burgo (sofern sie nicht, wie Regensburg, ein gänzlich eigenständiges Exonym haben). Dabei verlieren sie eine eventuell vorhandene Diärese, die einen Umlaut markiert (Luneburgo, Wurzburgo). Häufig sind auch noch weitere Anpassungen erforderlich (etwa Charlottemburgo für Charlottenburg), vgl. auch Brande(m)burgo.
- Eszett (ß) wird regelmäßig mit Doppel-S (ss) wiedergegeben.
- Der bestimmte Artikel ist, wo erforderlich, angegeben. Der Gebrauch des Artikels ist nicht selten nur in einer der beiden Sprachen korrekt (Renania - das Rheinland).
- Um die Liste noch praktischer zu machen, werden auch die spanischen Exonyme für einige ausländische Toponyme aus benachbarten geografischen Räumen verzeichnet, für die es sehr gebräuchliche deutsche Exonyme gibt. Das betrifft bspw. Orte in der frz. Schweiz (etwa Genf), im Benelux (etwa Lüttich) oder in Polen (etwa Breslau), obwohl sie in aller Regel nicht zum deutschsprachigen Raum gehören.
Aufgenommen sind auch die wichtigsten europäischen Hauptstädte (*), deren deutsche Benennung von der entsprechenden spanischen abweicht.
- Einzelne spanische Exonyme sind hauptsächlich im historischen Kontext bekannt und werden heute nur noch selten verwendet (z. B. Tratado de Muñiste - der Friede von Münster (1648), die Stadt wird heute aber auch im Spanischen meist als Münster oder Munster bezeichnet). Solche Exonyme sind mit (+) gekennzeichnet.
- Namen für nicht in Deutschland oder Österreich liegende Orte oder Landschaftsmerkmale sind mit den entsprechenden Länderkennzeichen versehen.

## A
- - el Adigio - die Etsch (ital. Adige) (I)
  - el Agujero de Bingen - das Binger Loch
  - Alemania - Deutschland
  - Aletsch, el Glaciar de - der Aletschgletscher (CH)
  - Algovia - das Allgäu
  - los Alpes - die Alpen
  - los Alpes Anteriores - das Alpenvorland, das Voralpenland
  - los Alpes Bávaros - die Bayerischen Alpen
  - Alsacia - das Elsass (frz. Alsace) (F)
  - Alta Austria - Oberösterreich
  - el Alto Adigio - Südtirol
  - Alto Limburgo - Hohenlimburg
  - el Alto Eifel - die Hocheifel
  - el Alto Sauerland - das Hochsauerland
  - el Alto Venn - das Hohe Venn (BE)
  - los Aluviales del Oder - das Oderbruch
  - Amberes - Antwerpen (frz. Anvers) (BE)
  - Anglia, la península de - Halbinsel Angeln
  - Appenzell Rodas Exteriores - Appenzell Ausserrhoden (CH)
  - Appenzell Rodas Interiores - Appenzell Innerrhoden (CH)
  - Aquisgrán - Aachen
  - las Ardenas - die Ardennen (frz. les Ardennes) (BE)
  - las Areniscas del Elba - das Elbsandsteingebirge
  - Argovia - der Aargau
  - Atenas - Athen (griechisch Αθήνα) (GR) (*)
  - Augsburgo - Augsburg
  - Austria - Österreich

## B
- - Baden-Württemberg, auch Baden-Wurtemberg - Baden-Württemberg
  - la Bahía Alemana - die Deutsche Bucht
  - la Bahía de Jade - der Jadebusen
  - Baja Austria - Niederösterreich
  - Baja Sajonia - Niedersachsen
  - Basilea - Basel
  - Baviera - Bayern
  - Baviera, Estado Libre de - Freistaat Bayern
  - Baviera la Vieja - Altbaiern
  - Belgrado - Belgrad (serb. Београд) (SRB) (*)
  - Berlín - Berlin (*)
  - Berna - Bern (CH) (*)
  - Bohemia - Böhmen (tsch. Čechy) (CZ)
  - Bolzano - Bozen (I)
  - Bona (+) - Bonn
  - el Bosque Teutónico (auch el Bosque de Teutoburgo, la Selva de Teutoburgo) - der Teutoburger Wald
  - los Bosques de Viena - der Wienerwald
  - Brabante - Brabant (BE/NL)
  - Brandemburgo, Brandeburgo, Brandenburgo - Brandenburg (laut RAE sind alle drei Formen zulässig)
  - Brema - (Stadt:) Bremen (Das Land Bremen hat keine exonyme Form.)
  - Bremen, Ciudad Libre Hanseática de (Estado Federado) - Freie Hansestadt Bremen (Bundesland)
  - Brenner, el Puerto de - Brennerpass
  - Bresanona - Brixen (it. Bressanone) (I)
  - Breslavia, auch Wroclaw - Breslau (poln. Wrocław) (PL)
  - el Brezal de Luneburgo - die Lüneburger Heide
  - el Brezal de la Marca - die Märkische Heide
  - Brisgovia - der Breisgau
  - Brujas - Brügge (ndl. Brugge, frz. Bruges) (BE)
  - Brunswick - Braunschweig
  - Bruselas - Brüssel (ndl. Brussel, frz. Bruxelles) (BE) (*)
  - Bucarest - Bukarest (rum. Bucureşti) (RO) (*)

## C
- - el Cabo Arkona - Kap Arkona
  - el Canal de la Mancha - der Ärmelkanal
  - el Canal Weser-Elba - der Mittellandkanal
  - los Cantones del Este - die Ostkantone (BE)
  - Carintia - Kärnten
  - los Cárpatos - die Karpaten
  - el Castillo de Eltz - die Burg Eltz
  - el Castillo de Neuschwanstein - das Schloss Neuschwanstein
  - el Castillo de Praga - die Prager Burg, der Hradschin (tsch. Pražský hrad) (CZ)
  - las Cataratas de Krimml - die Krimmler Wasserfälle
  - las Cataratas del Rin - der Rheinfall
  - las ciénagas secas del Noroeste de Alemania - die Fehngebiete Nordwestdeutschlands
  - el Circuito de Nürburg - der Nürburgring (entgegen der Regel wird *Nurburgo nicht gebraucht)
  - Cléveris - Kleve
  - Cloppemburgo - Cloppenburg
  - Coblenza - Koblenz
  - Coburgo - Coburg
  - Colonia - Köln
  - la Comarca Lacustre de Feldberg (Parque Natural) - die Feldberger Seenlandschaft (Naturpark)
  - la comarca minera del carbón del Sarre - das saarländische Kohlebergbaurevier
  - la comarca minera de Freiberg - das Freiberger Bergbaurevier
  - la comarca minera del Ruhr - das Ruhrrevier
  - la comarca renana de minería de lignito - das Rheinische Braunkohlenrevier
  - las comarcas hulleras renano-westfalianas - das Rheinisch-Westfälische Steinkohlenrevier
  - el Condado de la Marca - das Märkische Land
  - el Condado del Monte - das Bergische Land
  - el Condado de Ruppin - das Ruppiner Land
  - Constanza - Konstanz
  - Constanza, el Lago de - der Bodensee
  - Copenhague - Kopenhagen (dän. København) (DA) (*)
  - Cornualles - Cornwall (GB)
  - Cracovia - Krakau (poln. Kraków) (PL)
  - el cráter de impacto de Ries - das Nördlinger Ries 
(im Grunde unlogische, aber infolge irgendeines Übertragungsfehlers einzig gebräuchliche Benennung, el cráter de impacto de Nördlingen wäre allerdings richtiger)
  - el cráter de impacto de Steinheim - das Steinheimer Becken
  - la cuenca de Colonia - die Kölner Bucht
  - la Cuenca del Ruhr - das Ruhrgebiet
  - Curlandia - Kurland (lett. Kurzeme) (LV)

## D
- - el Danubio - die Donau
  - Dánzig, Ciudad Libre de (obs.) - Freie Stadt Danzig (hist.)
  - Dánzig, häufiger Gdansk - Danzig (poln. Gdańsk) (PL)
  - Dithmarschen, la Marisma de - Dithmarschen
  - Donauried, auch los Pantanos del Danubio - das Donauried
  - Dos Puentes - Zweibrücken
  - Dresde - Dresden
  - Dublín - Dublin (IRL) (*)
  - Duisburgo - Duisburg
  - Dunkerque - Dünkirchen (frz. Dunkerque, ndl. Duinkerke) (F)

## E
- - Eckernförde, la Ría de - die Eckernförder Bucht
  - Ehrenbreitstein, la Fortaleza de - die Festung Ehrenbreitstein
  - el Eifel Anterior - die Voreifel
  - el Elba - die Elbe
  - Elba, las Areniscas del - das Elbsandsteingebirge
  - Elba, el delta del - die Elbmündung
  - Ems, la Ribera del - Emsland
  - Entrelagos - Interlaken
  - Érfurt - Erfurt
  - el Escalda - die Schelde (frz. Escaut) (F/BE/NL)
  - Esmalcalda - Schmalkalden
  - Espira - Speyer
  - Estambul (antes Constantinopla y Bizancio) - Istanbul (hist. Konstantinopel bzw. Byzanz) (türk. İstanbul) (TR) (*)
  - Estiria - die Steiermark
  - Estocolmo - Stockholm (S) (*)
  - Estrasburgo - Straßburg (frz. Strasbourg) (F)
  - Estútgart, häufiger Stuttgart - Stuttgart

## F
- - Fehmarn, el Estrecho de - der Fehmarnbelt
  - Fionia - Fünen (dän. Fyn) (DK)
  - la Fläming, auch la Roza Flamenca - der Fläming
  - Flandes - Flandern (ndl. Vlaanderen, frz. Flandre(s)) (BE)
  - Flensburgo - Flensburg
  - Flensburgo, la Ría de - die Flensburger Förde
  - Flesinga - Vlissingen (NL)
  - Fráncfort del Meno - Frankfurt am Main
  - Fráncfort del Óder - Frankfurt (Oder)
  - Franconia - Franken
  - Friburgo de Brisgovia - Freiburg im Breisgau
  - Friburgo, el Cantón de - der Kanton Freiburg (frz. Fribourg) (CH)
  - Frisia - Friesland
  - Frisia Oriental - Ostfriesland
  - Frisia Septentrional - Nordfriesland
  - Frisia, el Mar de - das Wattenmeer
  - Frisoita - Friesoythe
  - la frontera del Oder-Neisse - die Oder-Neiße-Grenze

## G
- - Gante - Gent (frz. Gand) (BE)
  - Gdansk (hist. Dánzig) - Danzig (poln. Gdańsk) (PL)
  - Giessen - Gießen
  - Ginebra - Genf (frz. Genève) (CH)
  - el Golfo Alemán - die Deutsche Bucht
  - el Golfo de Kiel - die Kieler Bucht
  - el Golfo de Pomerania - die Pommersche Bucht
  - Gorner, el Glaciar de - der Gornergletscher (CH)
  - Gotinga - Göttingen
  - Gran San Bernardo, el puerto de montaña del - der Grosse Sankt Bernhard (CH/I)
  - los Grisones - Graubünden (CH)
  - Groninga - Groningen (NL)
  - Güeldres (Alemania) - Geldern
  - Güeldres (Provincia) - das Gelderland (NL)

## H
- - Hamburgo - Hamburg
  - Hamburgo, Ciudad Libre y Hanseática de (Estado Federado) - Freie und Hansestadt Hamburg (Bundesland)
  - Hamelín - Hameln
  - Hanóver, auch Hannover - Hannover
  - el Harz Occidental - der Oberharz
  - el Harz Oriental - der Unterharz
  - Haseluna - Haselünne
  - Havel, las Riberas del - Havelland
  - La Haya - Den Haag (NL) (*)
  - Hegovia - der Hegau
  - Henao - der Hennegau (frz. Hainaut, ndl. Henegouwen) (BE)
  - Hesse - Hessen
  - Hesse Renano - Rheinhessen
  - Hohensalzburg, la Fortaleza de - Festung Hohensalzburg
  - Holanda - Holland (NL)
  - las hulleras de Aquisgrán - das Aachener Steinkohlenrevier

## I
- - el Imperio Alemán (obs.) - das Deutsche Reich (hist.)
  - la Isla del Danubio - die Donauinsel
  - la Isla de Fehmarn - Fehmarn
  - la Isla de Helgoland - Helgoland
  - la Isla de Lindau (Lago de Constanza) - die Insel Lindau (Bodensee)
  - la Isla de Rügen - Rügen
  - la Isla de Sylt - Sylt
  - las Islas Frisonas - die Friesischen Inseln
  - las Islas Frisonas Orientales - die Ostfriesischen Inseln
  - las Islas Frisonas Septentrionales - die Nordfriesischen Inseln

## J
- - el Jura (cordillera) - der Jura (Gebirge)
  - el Jura de Berna - der Berner Jura (CH)
  - el Jura de Franconia - die Fränkische Alb
  - el Jura de Suabia - die Schwäbische Alb
  - el Jura Suizo - der Schweizer Jura
  - Jutlandia - Jütland (dän. Jylland)

## K
- - Kaiserstuhl (lit. La Silla del Emperador), el Macizo de - der Kaiserstuhl, das Kaiserstuhlmassiv
  - Kaliningrado (antes Königsberg) - Kaliningrad (hist. Königsberg) (russ. Калининград) (RU)
  - Kassel, auch Cassel - Kassel
  - Kiel, el Canal de - der Nord-Ostsee-Kanal
  - Kiel, el Golfo de - die Kieler Bucht
  - Kiel, la Ría de - die Kieler Förde
  - Kiev - Kiew (ukr. Київ, russ. Киев) (UA) (*)

## L
- - el Lago Ammersee, auch el Lago del Ammer - der Ammersee
  - el Lago Balatón - der Plattensee (ung. Balaton) (H)
  - el Lago Chiemsee, auch el Lago de Chiem - der Chiemsee
  - el Lago de Constanza - der Bodensee
  - el Lago de Ginebra - der Genfersee (frz. Lac Léman) (CH)
  - el Lago de Lucerna oder el Lago de los Cuatro Cantones - der Vierwaldstättersee (frz. Lac des Quatre Cantons, it. Lago di Lucerna) (CH)
  - el Lago de Maria Laach - der Laacher See
  - el Lago Müritz - die Müritz
  - el Lago de Plau - der Plauer See
  - el Lago de Plön - der Plöner See
  - el Lago de Schwerin - der Schweriner See
  - el Lago de Starnberg - der Starnberger See
  - el Lago de Steinhude - das Steinhuder Meer
  - el Lago Titisee - der Titisee
  - el Lago de Zug - der Zugersee (CH)
  - el Lago de Zúrich - der Zürichsee (CH)
  - los lagos de Franconia - das Fränkische Seenland
  - los lagos de Mecklemburgo - die Mecklenburgische Seenplatte
  - las Lagunas Marítimas de Pomerania Occidental (Parque Nacional) - die Vorpommersche Boddenlandschaft (Nationalpark)
  - Lausana - Lausanne (CH)
  - Lieja - Lüttich (frz. Liège, ndl. Luik) (BE)
  - la línea del Oder-Neisse - die Oder-Neiße-Linie
  - el (río) Limago - die Limmat, der Limmatfluss (CH)
  - Limburgo - Limburg (NL/BE)
  - Limburgo del Lahn - Limburg an der Lahn
  - Lippe, el Principado de - das Lipper Land, das eh. Fürstentum Lippe
  - Lippe, el valle del - das Lipper Land, das Lippetal
  - Lisboa - Lissabon (P) (*)
  - Liubliana - Ljubljana (SLO) (*)
  - el litoral báltico (alemán) - die (deutsche) Ostseeküste, die Mecklenburger Bucht
  - el litoral alemán - deutsche Küstenlandschaft
  - Londres - London (GB) (*)
  - Loreley, la Roca - die Loreley
  - Lorena - Lothringen (frz. Lorraine) (F)
  - Lovaina - Löwen (ndl. Leuven, frz. Louvain) (BE)
  - Lübeck, auch Lubeck - Lübeck
  - Lübeck, la bahía de - Lübecker Bucht
  - Lucerna - Luzern (CH)
  - Luisburgo - Ludwigsburg
  - Luneburgo - Lüneburg
  - Luneburgo, el Brezal de - die Lüneburger Heide
  - Lusacia - die Lausitz
  - Luxemburgo (Gran Ducado de) - Luxemburg (Großherzogtum) (lux. Lëtzebuerg, frz. Luxembourg) (L) (*)

## LL
- - la llanura del Norte de Alemania - die Norddeutsche Tiefebene
  - la llanura de Magdeburgo - die Magdeburger Börde
  - la llanura de Münster - das Münsterland

## M
- - el Macizo del Harz - der Harz, das Harzmassiv
  - el Macizo de Kaiserstuhl (lit. "La Silla del Emperador") - der Kaiserstuhl, das Kaiserstuhlmassiv
  - el macizo del Monte Blanco - die Mont-Blanc-Gruppe (F)
  - el Macizo del Vogelsberg - der Vogelsberg, das Vogelsbergmassiv
  - el Macizo Esquistoso Renano - das Rheinische Schiefergebirge
  - el Macizo Esquistoso de Turingia - das Thüringer Schiefergebirge
  - Magdeburgo - Magdeburg
  - Maguncia - Mainz
  - Malinas - Mecheln (ndl. Mechelen, frz. Malines) (BE)
  - el Mar Báltico - die Ostsee
  - el Mar de Frisia - das friesische Wattenmeer (Nordsee) (lat. Mare Frisicum)
  - Mar de Hielo, el glaciar de - der Eismeergletscher oder das Mer de Glace (F)
  - el Mar del Norte - die Nordsee
  - Marburgo - Marburg
  - la Marca de Brande(m)burgo - die Mark Brandenburg (zur Schreibweise vgl. Brandenburg)
  - Märkisch-Oderland, auch La Marca-Ribera del Oder - Märkisch-Oderland
  - la Marca, el Brezal de - die Märkische Heide
  - Mastrique (+) - Maastricht (NL)
  - el meandro del Rin de Weiss - der Weißer Rheinbogen in Köln
  - el meandro del Rin de Boppard - der Bopparder Rheinbogen
  - Mecklemburgo-Pomerania Occidental - Mecklenburg-Vorpommern
  - Medio Rin - Mittelrhein (Oberrhein und Unterrhein dagg. wie beschrieben mit Alto und Bajo bilden)
  - el Meno - der Main
  - Merano - Meran (I)
  - Milán - Mailand (it. Milano) (I)
  - el Moldava - die Moldau
  - las montañas del Palatinado - das Pfälzer Bergland
  - las montañas del Sarre-Nahe - das Saar-Nahe-Bergland
  - las montañas de Lusacia - das Lausitzer Bergland
  - las montañas del Weser - das Weserbergland
  - las montañas medias de Alemania - die deutschen Mittelgebirge
  - el Monte Blanco - der Mont Blanc (F)
  - el Monte Cervino - das Matterhorn (CH/I) (ital. Monte Cervino)
  - el Monte Nevado - der Schneeberg
  - los Montes Gigantes - das Riesengebirge (poln. Karkonosze, tsch. Krkonoše)
  - los Montes Metálicos - das Erzgebirge
  - Morat - Murten (frz. Morat) (CH)
  - Moravia - Mähren (tsch. Morava) (CZ)
  - Morteratsch, el Glaciar de - der Morteratschgletscher (CH)
  - el Mosa - die Maas (frz. Meuse, wall. Moûze, ndl. Maas) (F/BE/NL)
  - Moscú - Moskau (russ. Москва) (RU) (*)
  - el Mosela - die Mosel
  - Mosela, las laderas del - die Moselberge
  - Mülheim del Ruhr - Mülheim an der Ruhr
  - Múnich - München
  - Muñiste (+) - Münster
  - el Muro de Berlín (obs.) - die Berliner Mauer (hist.)

## N
- - el Neckar, auch Néckar - der Neckar
  - Nimega - Nimwegen (niederländisch Nijmegen) (NL)
  - Neumagen, selten auch Nimega del Mosela (localidad vitícola) - Neumagen (Weinort an der Mosel)
  - Nueva Brande(m)burgo - Neubrandenburg (zur Schreibweise vgl. Brandenburg)
  - Nueva Isemburgo - Neu-Isenburg
  - Núremberg - Nürnberg

## O
- - Oder, los Aluviales del - der Oderbruch
  - Offemburgo - Offenburg
  - Oldemburgo - Oldenburg
  - Ostende - Ostende (ndl. Oostende) (BE)

## P
- - el Palacio de Bellevue - Schloss Bellevue
  - el Palacio de la Corte Imperial de Viena, auch el Hofburg de Viena - die Wiener Hofburg
  - el Palacio de Sanssouci - Schloss Sanssouci
  - el Palacio de Dresde - das Dresdner Schloss
  - el Palatinado - die Pfalz
  - el Palatinado Electoral - die Kurpfalz
  - el Palatinado Occidental - die Hinterpfalz, die Westpfalz
  - el Palatinado Oriental - die Vorderpfalz
  - el Palatinado Renano - die Rheinpfalz, die Pfalz
  - el Palatinado Septentrional - die Nordpfalz
  - Papemburgo - Papenburg
  - París - Paris (F) (*)
  - Pasterze, el Glaciar de - die Pasterze
  - la Península Báltica - der Baltische Landrücken
  - la península báltica de Fischland-Darss-Zingst - die Ostseehalbinsel Fischland-Darß-Zingst
  - Pequeño San Bernardo, el puerto de montaña del - der Kleine Sankt Bernhard (F/I)
  - Piamonte - Piemont (it. Piemonte) (I)
  - Playa de Timmendorf - Timmendorfer Strand
  - Plzen, auch Pilsen - Pilsen (tsch. Plzeň) (CZ)
  - Pomerania - Pommern (poln. Pomorze)
  - Pomerania, el Golfo de - die Pommersche Bucht
  - Pomerania Occidental - Vorpommern
  - Pomerelia - Pommerellen (poln. Pomorskie) (PL)
  - Posnania - Posen (poln. Poznań) (PL)
  - Praga - Prag (tsch. Praha) (CZ) (*)
  - Prignitz, la Región, auch los Senones, la Tierra de - die Prignitz, das Prignitzer Land
  - Prusia (obs.) - Preußen (hist.)
  - Prusia Oriental (obs.) - Ostpreußen (hist.)
  - Prusia Occidental (obs.) - Westpreußen (hist.)
  - el Puerto de San Gotardo - der Gotthardpass (CH)
  - el Puerto de Brenner - der Brennerpass

## R
- - Ratisbona - Regensburg
  - el Recodo del Danubio - das Donauknie (H)
  - el Recodo de Roldán - Rolandseck
  - el Recodo del Rin de Basilea - das Rheinknie bei Basel
  - el Recodo del Rin de Bingen - das Rheinknie von Bingen
  - la región del Rin-Meno - das Rhein-Main-Gebiet
  - Renania - Rheinland
  - Renania del Norte–Westfalia - Nordrhein-Westfalen
  - Renania-Palatinado - Rheinland-Pfalz
  - República de Austria - Republik Österreich
  - República Democrática de Alemania (RDA) (obs.) - Deutsche Demokratische Republik (DDR) (hist.)
  - República Federal de Alemania - Bundesrepublik Deutschland
  - el Rin - der Rhein
  - El Rincón Alemán (confluencia del Rin y el Mosela en Coblenza) - das Deutsche Eck (Zusammenfluss von Rhein und Mosel in Koblenz)
  - el Ródano - die Rhone (frz. Rhône), der Rotten (junge Rhone) (CH/F)
  - Roma - Rom (I) (*)
  - Rote(m)burgo - Rotenburg, Rothenburg (Schreibvarianten analog Brandenburg)
  - Rotte(m)burgo del Neckar - Rottenburg am Neckar (Schreibvarianten analog Brandenburg; auch Néckar)
  - la Ruta del Vino de Alemania - die Deutsche Weinstraße

## S
- - Saarlouis, auch Sarreluis - Saarlouis
  - Sajonia - Sachsen
  - Sajonia, Estado Libre de - Freistaat Sachsen
  - Sajonia-Anhalt - Sachsen-Anhalt
  - los Saltos del Staubbach - der Staubbachfall (CH)
  - Salzburgo - Salzburg
  - San Galo - St. Gallen (CH)
  - San Goar - Sankt Goar
  - San Gotardo - Sankt Gotthard (CH)
  - San Johann-im-Pongau, auch San Juan de Pongovia - St. Johann im Pongau
  - San Jorge de la Selva Negra - Sankt Georgen im Schwarzwald
  - San Pauli, el barrio hamburgués de - Sankt Pauli (Hamburger Stadtteil)
  - San Petersburgo - Sankt Petersburg (russ. Санкт-Петербург) (RU)
  - San Sebastián del Rin - Sankt Sebastian (am Rhein)
  - San Vito de Neumarkt - Neumarkt-Sankt Veit
  - San Vito del Glan - Sankt Veit an der Glan
  - San Wendelino - Sankt Wendel
  - Sankt Augustin, auch San Agustín (del Sieg) - Sankt Augustin
  - Sankt Gallenkirch, auch Iglesia de San Galo (Austria) - St. Gallenkirch
  - el Sarre (río) - die Saar
  - El Sarre (Estado) - das Saarland
  - Sarrebruck - Saarbrücken
  - Schlei, la Ría de - die Schlei
  - Selandia - Seeland (Dänemark) (dän. Sjælland) (DK)
  - la Selva del Alto Palatinado - der Oberpfälzer Wald
  - la Selva Bávara - der Bayerische Wald
  - la Selva Negra - der Schwarzwald
  - la Selva de Bohemia - der Böhmerwald
  - la Selva de Franconia - der Frankenwald
  - la Selva de Teutoburgo (auch el Bosque Teutónico) - der Teutoburger Wald
  - la Selva de Turingia - der Thüringer Wald
  - la Sierra de Pizarra de Renania - das Rheinische Schiefergebirge
  - la Sierra de Pizarra de Turingia - das Thüringer Schiefergebirge
  - las Siete Montañas oder las Siete Sierras - das Siebengebirge
  - Sibiu - Hermannstadt (rum. Sibiu, ung. Nagyszeben) (RO)
  - Silesia - Schlesien (poln. Śląsk, tsch. Slezsko) (PL/CZ)
  - Soleura - Solothurn (CH)
  - Sondershausen, los pozos salinos de - das Salzrevier Sondershausen
  - Sórabos, la tierra de los - das Land der Sorben
  - Spree, las Riberas del - der Spreewald, das Spreeland
  - Stettin, la Laguna de oder la Laguna de Szczecin - das Stettiner Haff (poln. Zalew Szczeciński)
  - Stuttgart, seltener auch Estútgart - Stuttgart
  - Suabia - Schwaben
  - Suiza - die Schweiz (frz. Suisse, it. Svizzera, rät. Svizra)
  - Suiza de Franconia - die Fränkische Schweiz
  - Suiza de Holstein - die Holsteinische Schweiz
  - Suiza de la Marca - die Märkische Schweiz
  - Suiza Sajona - die Sächsische Schweiz
  - los Sudetes - die Sudeten, das Sudetenland (hist.)
  - Szczecin, auch Stettín (bes. hist.) - Stettin (poln. Szczecin) (PL)

## T
- - el Tesino - das Tessin (it. Ticino) (CH)
  - las Tierras Altas de Berna - das Berner Oberland (CH)
  - Tirol del Sur - Südtirol (I) (it. Alto Adige)
  - Transilvania - Siebenbürgen (rum. Transilvania od. Ardeal, ung. Erdély) (RO)
  - Trento - Trient (I)
  - Tréveris - Trier
  - el triángulo fronterizo (punto de confluencia de las fronteras de tres países) - das Dreiländereck
  - Tubinga - Tübingen
  - Turgovia - der Thurgau (CH)
  - Turín - Turin (it. Torino) (I)
  - Turingia - Thüringen
  - Turingia, Estado Libre de - Freistaat Thüringen

## V
- - Vagria, la península de - Wagrien
  - Valais, el Cantón del - der Kanton Wallis (frz. Valais) (CH)
  - Valonia - Wallonien (frz. Wallonie, ndl. Wallonië) (BE)
  - Varsovia - Warschau (poln. Warszawa) (PL) (*)
  - Vaud, el País de - das Waadtland (frz. le Pays de Vaud) (CH)
  - Vaud, el Cantón de - der Kanton Waadt, die Waadt (frz. Vaud) (CH)
  - Venecia - Venedig (it. Venezia) (I)
  - Verdún - Verdun (F)
  - Viena - Wien (*)
  - Villanueva Remolachera - Neustadt am Rübenberge
  - Vilna - Wilna (lit. Vilnius) (LT) (*)
  - el Vístula - die Weichsel (poln. Wisła) (PL)
  - Vogelsberg, el Macizo del - der Vogelsberg, das Vogelsbergmassiv
  - los Vosgos - die Vogesen (frz. les Vosges) (F)

## W
- - Weiden en el Alto Palatinado - Weiden in der Oberpfalz
  - Weil del Rin - Weil am Rhein
  - la Wehde Frisona (la parte más boscosa de Frisia) - die Friesische Wehde (das waldreichste Gebiet Frieslands)
  - el Wendland, auch Vendos oder Wendos, la tierra de los - das Wendland
  - Westfalia - Westfalen
  - Wroclaw, auch Breslavia - Breslau (poln. Wrocław) (PL)
  - Wurtemberg, auch Württemberg - Württemberg
  - Wurzburgo - Würzburg

## Z
- - Zelanda - Seeland (Niederlande) (nld. Zeeland) (NL)
  - Zugspitze, el pico - die Zugspitze
  - Zúrich - Zürich (CH)